# Prix Génie de la meilleure direction artistique
Le prix Génie de la meilleure direction artistique (Genie Award for Best Art Direction/Production Design) est décerné depuis 1980 par l'Académie canadienne du cinéma et de la télévision pour récompenser le film canadien avec la meilleure direction artistique de l'année.
Ils ont succédé au palmarès du film canadien (Canadian Film Awards), décernés de 1949 à 1978. EN mai 2012,  ils ont fusionné avec les prix Gemini (Gemini Awards), récompensant la télévision anglophone, pour former les prix Écrans canadiens (Canadian Screen Awards).

## Palmarès
Note : le vainqueur de chaque année est indiqué en premier et en gras, les autres nommés sont indiqués en dessous.

### Années 1980
- 1980: Trevor Williams pour L'Enfant du diable (The Changeling)
  - Denis Boucher et Vianney Gauthier pour Cordélia
  - Seamus Flannery pour Fish Hawk
  - Seamus Flannery pour Klondike Fever
  - Wolf Kroeger pour It Rained All Night the Day I Left
  - Roy Forge Smith pour Gabrielle (Yesterday)
  - Carol Spier pour The Brood

- 1981: Anne Pritchard pour Atlantic City, Etats-Unis
  - Glenn Bydwell pour Le Monstre du train (Terror Train)
  - Anne Pritchard et Jocelyn Joly pour Fantastica
  - Michel Proulx pour Les bons débarras (Good Riddance)
  - Normand Sarazin	pour L'Homme à tout faire (The Handyman)

- 1982: William McCrow pour Les Plouffe (The louffe Family)
  - Trevor Williams pour The Amateur
  - Ninkey Dalton et Charles Dunlop pour Improper Channels
  - Carol Spier pour Scanners
  - Bill Brodie pour Silence of the North
  - Claude Bonniere pour Au-delà de cette limite votre ticket n'est plus valable (Your Ticket Is No Longer Valid)

- 1983: Bill Brodie pour The Grey Fox
  - Richard Hudolin pour Latitude 55°
  - Anne Pritchard pour Threshold (film)

- 1984: Jocelyn Joly pour Maria Chapdelaine (film, 1983)
  - Gilles Aird pour Lucien Brouillard (film)
  - Glenn Bydwell pour Ups & Downs
  - Carol Spier pour Vidéodrome

- 1985: Wolf Kroeger pour Un printemps sous la neige (The Bay Boy)
  - Denis Boucher pour Mario (film)
  - Bill Brodie pour Draw! (film)
  - Vianney Gauthier pour Les Années de rêves (The Years of Dreams and Revolt)
  - Jocelyn Joly pour Le Crime d'Ovide Plouffe (The Crime of Ovide Plouffe)

- 1986:

- 1987:

- 1988:

- 1989:

### Années 1990
- 1990:

- 1991:

- 1992:

- 1993:

- 1994:

- 1995:

- 1996:

- 1997:

- 1998:

- 1999:

### Années 2000
- 2000:

- 2001:

- 2002:

- 2003:

- 2004:

- 2005:

- 2006:

- 2007:

- 2008:

- 2009:

### Années 2010
- 2010:

- 2011:

- 2012: